# Административна подјела Италије
Административне подјеле Италије:
- Регије Италије
- Метрополитански градови Италије
- Покрајине Италије
- Општине Италије
- НСТЈ статистичке регије Италије
- ISO 3166-2:IT